# Lotar Geyer
Lotar Geyer (ur. 21 sierpnia 1918 we Lwowie, zm. 5 lutego 1986) – polski trener siatkówki, zdobywca brązowego medalu mistrzostw Europy z reprezentacją Polski seniorek (1949).

## Życiorys
Przed II wojną światową uprawiał siatkówkę, koszykówkę, piłkę ręczną i hokej na lodzie w klubach lwowskich. Od kwietnia 1946 przebywał na Wybrzeżu.
W 1947 stworzył żeńską drużynę HKS Sopot, po jej likwidacji trenował zespół Grom Gdynia, z którym sięgnął po wicemistrzostwo Polski w 1949 (jego zawodniczkami były m.in. Elżbieta Kurtz, Maria Pogorzelska, Halina Tomaszewska, Halina Orzechowska, Katarzyna Welsyng i jego żona - Irena Geyer). Równocześnie od lata 1949 do lata 1950 prowadził reprezentację Polski seniorek, z którą w 1949 wystąpił na akademickich mistrzostwach świata oraz mistrzostwach Europy. Na tej drugiej imprezie wywalczył z drużyną brązowy medal.
W latach 1950–1956 był trenerem męskiej drużyny Gwardii (późniejszego Wybrzeża) Gdańsk, z którym w 1954 zdobył brązowy medal mistrzostw Polski. W 1956 został trenerem żeńskiego zespołu Start Gdynia, z którym w 1957 zadebiutował w ekstraklasie. W trakcie sezonu 1965/1966 ponownie objął męską drużynę Wybrzeża, ale nie uchronił jej przed spadkiem z I ligi.
W latach 60. poświęcił się sędziowaniu, był pierwszym na Wybrzeżu arbitrem z uprawnieniami międzynarodowymi. Pracował też jako kierownik Miejskiego Ośrodka Sportu i Rekreacji w Sopocie.